# Championnat de La Réunion de cross-country
Le Championnat de La Réunion de cross-country est la compétition annuelle de cross-country désignant le champion de La Réunion de la discipline. Fondé en [Quand ?], il comprend uniquement le département de La Réunion. Il est qualificatif pour les Championnats de France de cross-country.

## Palmarès cross long hommes
- 2002 :  Ali El Kharrat
- 2003 : Raymond Fontaine
- 2004 : Raymond Fontaine
- 2005 : Éric Lacroix
- 2006 : Raymond Fontaine
- 2007 : Arnaud Moel
- 2008 : Raymond Fontaine[1]
- 2009, 2010, 2011, 2012 : Raymond Fontaine
- 2014 : Fréderic Duchemann

## Palmarès cross long femmes
- 2002 : Marcelle Puy
- 2003 : ?
- 2004 : ?
- 2005 : Marcelle Puy
- 2006 : Hélène Taochy
- 2007 : Christine Cavane
- 2008 : Delphine Derand
- 2009 : Anne Atia
- 2010 : Marie Olivia Dijoux
- 2011 : Daisy Pausé
- 2012 : Anne Atia
- 2014 : Emma Metro